# 二セレン化ゲルマニウム
二セレン化ゲルマニウム(Germanium diselenide)は、化学式GeSe2の無機化合物である。

## 製法
二セレン化ゲルマニウムは、化学量論量のゲルマニウムとセレンを反応させるか、四塩化ゲルマニウムをセレン化水素と反応させることで得られる。
Ge + 2Se  →  GeSe
2
GeCl
4 + 2H
2Se  →  GeSe
2 + 4HCl

## 性質
二セレン化ゲルマニウムは、セレン及びヒドラジンと反応し、黄色のゲルマニウム酸セレニド(N2H5)4Ge2Se6を生成する。
2GeSe
2 + 2Se + 5N
2H
4  →  (N
2H
5)
4Ge
2Se
6 + N
2
高温でセレン化鉛及びセレン化ゲルマニウム(III)と反応し、を生成する。